# Epeorus sinitshenkovae
Epeorus sinitshenkovae is een haft uit de familie Heptageniidae. De wetenschappelijke naam van de soort is voor het eerst geldig gepubliceerd in 1979 door Braasch & Zimmermann.
De soort komt voor in het Palearctisch gebied.